# 呉羽総合病院
呉羽総合病院（くれはそうごうびょういん）は、福島県いわき市錦町に所在し、社団医療法人呉羽会が運営する病院。正式名称は、社団医療法人呉羽会 呉羽総合病院（しゃだんいりょうほうじんくれはかい くれはそうごうびょういん）。

## 概要
呉羽紡績を経て呉羽化学工業（現・クレハ）の事業所内診療所（企業立病院）を起源とし、株式会社クレハいわき事業所の東側に位置する。
救急告示病院（二次救急告示医療機関）である。
敷地面積は29,239.72m2。許可病床数は199床（内訳は、急性期病床82床、地域包括病床81床、療養型病床36床）。

## 沿革
- 1934年（昭和9年）：昭和人絹が創業。
- 1935年（昭和10年）：昭和人絹の工場内診療所として開設[1]。
- 1939年（昭和14年）：呉羽紡績が昭和人絹を吸収合併。これに伴い、昭和人絹から呉羽紡績の付属診療所となる[1]。
- 1944年（昭和19年）7月：呉羽化学工業設立に伴い、同社錦工場の付属診療所となる[1]。
- 1951年（昭和26年）6月：呉羽化学工業の従業員だけでなく、錦町民の医療機関としての役割を果たしてきたことから、同社付属診療所から「呉羽病院」へ改称する[1]。
- 1969年（昭和44年）12月：救急告示病院の指定を受ける[1]。
- 1972年（昭和47年）4月1日[2]：呉羽化学工業の企業立病院から、社団医療法人呉羽会 呉羽総合病院となる[1]。
- 1983年（昭和58年）11月：健康管理センターが完成する[1]。
- 1992年（平成4年）
  - 3月：日帰り人間ドックを開始する[1]。
  - 4月：トータル・ヘルスプロモーション・プラン (THP) を開始する[1]。
- 2000年（平成12年）
  - 5月：病院新館（5階建）が完成[1]、MRIを導入[1]。
- 2001年（平成13年）4月：マンモグラフィを導入[1]。
- 2002年（平成14年）9月：介護療養型病棟をB棟5階に開設する[1]。
- 2007年（平成19年）4月：株式会社クレハ診療室を開設する[1]。
- 2008年（平成20年）
  - 3月：介護老人保健施設「ガーデニア[7]」を開設（100床）[1]。「ガーデニア」ケアプランサービスを開始。
  - 4月：外来化学療法室を開設する[1]。
  - 12月：日本がん治療認定医機構研修施設の認定を受ける[1]。
- 2009年（平成21年）8月：通所リハビリテーションを開始する[1]。
- 2010年（平成22年）4月：日本緩和医療学会研修施設の認定を受ける[1]。
- 2013年（平成25年）
  - 1月：日本乳癌学会関連施設の認定をを開設する[1]。
  - 3月：くれは訪問看護ステーション[8]を開設する[1]。
  - 9月：職員専用の院内保育園「くれは保育園すまいる[9]」を開設する[1]。
  - 12月：福島県甲状腺検査拠点病院の指定を受ける[1]。
- 2014年（平成26年）4月：緩和ケア外来を開設する[1]。
- 2015年（平成27年）
  - 4月：電子カルテを運用開始する[1]。
  - 5月：がん患者専用サロン「メディカルサロンすまいる[10]」を開設する[1]。
  - 7月：福島県肝疾患専門医療機関の指定を開設する[1]。
- 2019年 (平成31年/令和元年)
  - 4月：呉羽総合病院介護医療院[11]を開設する[1]。

## 診療科
出典：病院公式サイト「診療科・部門」
- 一般内科
- 総合診療内科
- 呼吸器内科
- 消化器内科
- 循環器内科
- 外科
- 整形外科
- 乳腺外科
- 血管外科
- 脳神経外科
- 耳鼻咽喉科
- 眼科
- 泌尿器科
- 婦人科
- リハビリテーション科
- 放射線科
- 麻酔科

## 医療機関の指定等
出典：病院公式サイト「病院概要」
- 健康保険指定病院
- 救急告示病院
  - 二次救急告示医療機関[6]、病院群輪番制救急指定病院[6]
- 労災指定病院
- 生活習慣病検診指定病院
- 労働者健康増進サービス機関
- 一般健康診断、特殊健康診断
- 日帰り人間ドック

### 施設認定
出典：病院公式サイト「施設認定など」
- 日本消化器病学会関連施設
- 日本消化器外科学会関連施設
- 日本乳癌学会関連施設
- 日本整形外科学会認定専門医研修施設
- 日本外科学会外科専門医制度修練施設
- 日本人間ドック学会関連施設
- 母体保護法設備指定医療機関
- 日本がん治療認定医機構認定研修施設
- 福島県子宮がん（第1次・第2次）施設検診医療機関
- 福島県肝疾患専門医療機関
- マンモグラフィ検診精度管理中央委員会認定マンモグラフィ検診施設
- 薬学生長期実務実習受入施設

## 周辺
- クレハいわき事業所[13]
- 日本製紙勿来工場[14]

## 交通アクセス
病院公式サイト「周辺地図・交通案内」には、公共交通機関の案内はない。
自家用車
- 常磐自動車道いわき勿来ICより自家用車で約5分[5]。

公共交通機関
- 鉄道：JR常磐線勿来駅下車、徒歩約20分。
- 路線バス：新常磐交通（本数少）
  - JR常磐線勿来駅から「上中田」停留所下車。
  - JR常磐線植田駅から「呉羽病院前」停留所下車。